# Fall Out Boy
Fall Out Boy (скорочено FOB) — американський поп-панк гурт, заснований в 2001 році в місті Уілметт, Ілліноїс.

## Історія гурту

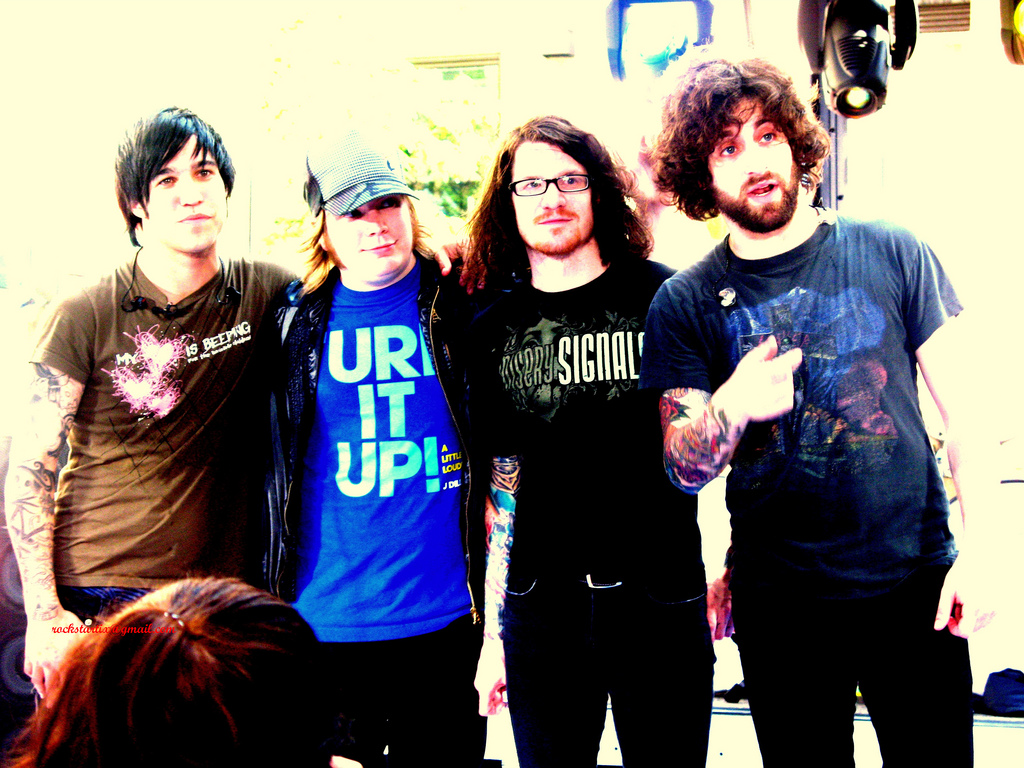
Fall Out Boy

Історія гурту розпочалась на початку 2001 року. Засновниками стали два давніх товариша — Джо Троман та Піт Вентц. Вони почали грати разом у 2001 році і розпочинали як метал-проект, але дуже скоро вони переконались, що цей музичний напрям їх не влаштовує. Тому вони взялися за освоєння поп-панку. Після цього до них приєдналися вокаліст і гітарист Патрік Стамп та барабанщик Енді Херлі.
Ці четверо спадкоємців славних традицій американського поп-панку, об'єднавшись у 2001 році, зіграли вже кілька концертів, але все ніяк не могли придумати відповідну назву. У таких випадках завжди можна звернутися до народу. Що вони і зробили. На одному з концертів в коледжі музиканти запитали у своїх слухачів, як найкраще назвати гурт. Хтось із залу вигукнув: «Fall Out Boy!». Гурту ця назва сподобалася, хоча ніхто з них тоді поняття не мав, звідки вона взялася. А взялася вона з мультсеріалу про сімейство Сімпсонів, де так називався один з героїв коміксу про Радіоактивну людину.
У 2001 році четвірка своїми силами записала і видала демо-касету з трьома піснями, а в 2002 році знайшовся лейбл, який погодився видати альбом, який об'єднав по кілька треків Fall Out Boy і Project Rocket, колишнього гурту барабанщика Енді Херлі. Музиканти не подавали особливих очікувань, однак ефект від першого релізу і особливо від їхніх яскравих концертів перевершив очікування. Коли на початку 2003 року команда повернулася на той же лейбл, щоб записати новий міні-альбом, виявилося, що ситуація за останні півроку сильно змінилася. Після появи міні-альбому «Fall Out Boy's Evening Out With Your Girlfriend», що отримав хороші відгуки в місцевій пресі, Fall Out Boy вже вийшли з категорії темних конячок, і менеджери декількох рекорд-компаній почали активно упадати навколо молодого гурту. Видання дебютного альбому музиканти довірили Флоридскому лейблу Fueled by Ramen, заснованому Вінні Фіорелло, барабанщиком панк-гурту Less Than Jake.
У травні 2003 року в дискографії Fall Out Boy з'явився повноформатний альбом «Take This to Your Grave», який засвітився в топ-10 незалежного рейтингу продажів і став вагомим аргументом для мейджор-лейблу Island Records, який давно поклав око на чиказький квартет, але якось не наважувався узаконити стосунки. Альбом «Take This to Your Grave» пролунав досить впевнено і викликав симпатії багатьох критиків. Ця міцна добірка панк-мелодій переконливо поєднувала романтику і іронію, щільні гітарні рифи і пародію на поп-кліше. Музиканти очевидно вже вийшли з-під впливу Green Day, чия музика колись надихнула їх взятися за панк. Пітер Вентц охрестив саунд Fall Out Boy «софткором», маючи на увазі щось середнє між хардкором і поп-панком. Багатомісячний концертний марафон, чесно відпрацьований командою, представив нове чиказьке формування широким панківським масам. Маси залишилися задоволені побаченим і почутим.
У травні 2004 року гурт представив акустичний міні-диск «My Heart Will Always Be the B-Side to My Tongue», який включав ремейк класики Joy Division — Love Will Tear Us Apart. Реліз користувався помітною популярністю в панк-комуні.
Нарешті у травні 2005 року Fall Out Boy випустили другий студійний альбом «From Under the Cork Tree», який зобов'язаний своєю назвою дитячій книзі Історія Фердинанда (англ.) за авторством Манро Ліф (англ.). Продюсував його Ніл Еврон, що відповідав за саунд гурту A New Found Glory. Сотні відпрацьованих за два роки концертів і хороша промо-кампанія гарантували команді найпильнішу увагу до її свіжому релізу, який за перший же тиждень розійшовся сімидесятитисячним тиражем і відзначився в Billboard 200, а згодом тричі отримав платиновий статус. Вибуховий сингл «Sugar, We're Goin Down» приніс у скарбничку Fall Out Boy перший стовідсотковий хіт, підкоривши 8-й рядок Billboard Hot 100. Не останню роль в цьому зіграв відмінний відеокліп, який активно ротувався і удостоївся нагороди MTV2 Award на церемонії вручення MTV Video Music Awards в 2005 році. Ненабагато відстав у чартах і другий сингл «Dance, Dance». Навіть організатори Греммі не оминули четвірку увагою, висунувши їх на здобуття премії в номінації «Найкращий новий артист». Також пісню з цього альбому «7 Minutes In Heaven (Atavan Halen)» можна почути у грі «FlatOut 2».
Головною подією в гастрольному графіку Fall Out Boy в 2006 році став концертний тур під назвою «The Black Clouds and Underdogs Tour». Очоливши його на правах хедлайнерів, вони вибрали як групу підтримки кілька колективів: The All-American Rejects, Hawthorne Heights, From First to Last, The Hush Sound і October Fall. Молоді команди по-черзі відкривали їхні виступи, що проходили в десятках міст Північної Америки та Європи.
Незважаючи на дуже щільний гастрольний графік 2006 року, Fall Out Boy примудрилися знайти час для запису нового альбому, третього за рахунком. Платівка, що отримала назву «Infinity on High», вийшла в світ вже в лютому 2007 року. Для продюсування був запрошений людина-оркестр Babyface, що спеціалізувався, правда, в основному на ритм-енд-блюз і поп-виконавців, а також репер Jay-Z. Крім цього, відмінні гітарні соло записали Раян Росс із Panic! At The Disco і Чед Гілберт з А New Found Glory.
В інтерв'ю тижневику Billboard Патрік Стамп зазначив, що хоча на альбомі активніше колишнього використовується піаніно, струнні та духові, музиканти «намагалися цим не дуже захоплюватися. Зрештою, в центрі цих пісень просто грають четверо хлопців — барабани, бас і дві гітари. Це просто рок-пісні … Від пісні до пісні відчуття повністю змінюються, але в контексті вони все осмислені. У них у всіх є щось спільне, але в цілому там багато різних голосів, перспектив і стилів. Було б нечесно, якби ми намагалися стримувати якісь з цих елементів».
Сингли «This Ain't A Scene, It's An Arms Race» і «Thnks fr th Mmrs» миттєво стали хітами, а гурт вирушив у чергове світове турне.
У грудні 2008 року світ побачив новий альбом з оригінальною французькою назвою «Folie à Deux», в перекладі означає «Безумство двох». Критики неоднозначно поставилися до цього альбому, одні прийняли сторону «Fall Out Boy — опопсіли», інші ж, що «вони [FOB] просто стали дорослішими». Як би не думали критики, думка відданих шанувальників завжди вважалося більше, і їх вердикт — альбом вдався. У ньому кожен знайде пісню по собі. І це не може не радувати.
Початок 2009 року гурт провів в турне. Японія, Австралія, Європа і всі штати США. Концерти проходили з повним аншлагом, що свідчить про божевільну популярності гурту. На початку літа Fall Out Boy вирішили зробити перерву, але навряд чи їх це зупинить перед створенням нових хітів і підкорення нових висот.
У листопаді 2009 року гурт оголосив про випуск першої збірки найкращих пісень «Believers Never Die — Greatest Hits» з двома новими піснями.
4 лютого 2013 гурт оголосив про закінчення перерви. 6,7 травня 2013 анонсували вихід шостого альбому під назвою «Save Rock And Roll» по всьому світу. Пізніше реліз альбому було перенесено на 15 квітня. Після возз'єднання гурту, починає з'являтися Save Rock and Roll The Young Blood Chronicles (кліпи на пісні з альбому «Save Rock And Roll»), починаючи з кліпу на пісню My Songs Know What You Did In The Dark (Light Em Up).
Знаменною подією літа 2014 року став спільний тур Fall Out Boy, Paramore і New Politics, під назвою «Monumentour», який пройшов по всіх штатах Америки.
Восени 2014 року Fall Out Boy випустили сингл «Centuries», який швидко підкорив вершини різних чартів. Пізніше, вийшов сингл «American Beauty / American Psycho». Спільно з виходом цього синглу, гурт анонсував однойменний альбом, вихід якого відбувся в січні 2015. Альбом знайшов величезний успіх, отримав хороші відгуки в пресі, а сингли з нього стали дуже популярні. Зокрема, «Centuries» отримав мультиплатиновий статус, а сингл «Immortals» став саундтреком до мультфільму «Місто Героїв», який отримав «Оскар», як найкращий мультиплікаційний фільм. Пізніше, гурт оголосив про спільний літній тур — «Boys of Zummer Tour», спільно з репером Wiz Khalifa, який пройшов в США. Також, гурт повідомив про тур «American Beauty / American Psycho Tour» на підтримку нового альбому, який пройшов восени 2015 по європейським країнам.

## Склад гурту
- Піт Вентц (Peter Lewis Kingston Wentz III) — лідер, бек-вокал, бас-гітара, автор пісень
- Патрік Стамп (Patrick Martin Vaughn Stump) — вокал, ритм-гітара, композитор
- Джо Троман (Joseph Mark Trohman) — вокал, гітара, бек-вокал
- Енді Херлі (Andrew John Hurley) — ударні

## Дискографія

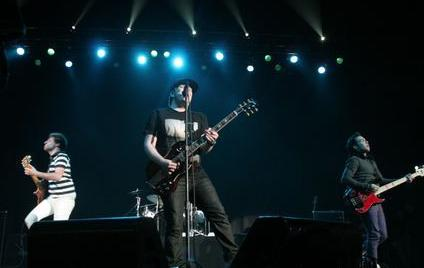
Fall Out Boy на концерті, 2006 рік

## Студійні альбоми
| Дата релізу | Назва                             | Лейбл           |
| ----------- | --------------------------------- | --------------- |
| 2003        | «Take This to Your Grave»         | Fueled by Ramen |
| 2005        | «From Under the Cork Tree»        | Island Records  |
| 2007        | «Infinity on High»                | Island Records  |
| 2008        | «Folie à Deux»                    | Island Records  |
| 2013        | «Save Rock and Roll»              | Island Records  |
| 2015        | «American Beauty/American Psycho» | Island Records  |
| 2018        | «Mania»                           | Island, DCD2    |

### Концертні альбоми
| Дата релізу   | Назва                  | Лейбл          |
| ------------- | ---------------------- | -------------- |
| 1 квітня 2008 | «**** Live In Phoenix» | Island Records |

### Збірники
| Дата релізу       | Назва                                 | Лейбл          |
| ----------------- | ------------------------------------- | -------------- |
| 17 листопада 2009 | «Believers Never Die — Greatest Hits» | Island Records |

### Міні-альбоми (EP)
| Дата релізу    | Назва                                             | Лейбл            |
| -------------- | ------------------------------------------------- | ---------------- |
| 28 травня 2002 | «Fall Out Boy/Project Rocket Split»               | Uprising Records |
| 25 лютого 2003 | «Fall Out Boy's Evening Out with Your Girlfriend» | Uprising Records |
| 28 травня 2004 | «My Heart Will Always Be the B-Side to My Tongue» | Fueled by Ramen  |
| 6 лютого 2007  | «Leaked In London»                                | Island Records   |
| 15 жовтня 2013 | «PAX AM Days»                                     | Island Records   |

### Сингли
| Дата релізу    | Назва                                                     | Лейбл              |
| -------------- | --------------------------------------------------------- | ------------------ |
| 2003           | «Grand Theft Autumn/Where is Your Boy»                    | Fueled by Ramen    |
| 2003           | «Dead On Arrival»                                         | Fueled by Ramen    |
| 2003           | «Saturday»                                                | Fueled by Ramen    |
| 2005           | «Sugar we're going down»                                  | Def Jam Recordings |
| 2005           | «Dance, Dance»                                            | Def Jam Recordings |
| 6 липня 2006   | «A Little Less Sixteen Candles, A Little More „Touch Me“» | Island Records     |
| 12 грудня 2006 | «The Carpal Tunnel of Love»                               | Fueled by Ramen    |
| 16 січня 2007  | «This Ain't a Scene, It's an Arms Race»                   | Fueled by Ramen    |
| 9 квітня 2007  | «Thnks fr th Mmrs»                                        | Fueled by Ramen    |

## Кліпи
| Title                                                                        | Year | Director(s)     |
| ---------------------------------------------------------------------------- | ---- | --------------- |
| «Dead on Arrival»                                                            | 2003 | Greg Kaplan     |
| «Grand Theft Autumn/Where Is Your Boy»                                       | 2003 | Dale Resteghini |
| «Saturday»                                                                   | 2003 | Shane Drake     |
| «Sugar, We're Goin Down»                                                     | 2005 | Matthew Lenski  |
| «Sugar, We're Goin Down» (live)                                              | 2005 | Jeff Seibenick  |
| «Dance, Dance»                                                               | 2005 | Alan Ferguson   |
| «A Little Less Sixteen Candles, a Little More „Touch Me“»                    | 2006 | Alan Ferguson   |
| «This Ain't a Scene, It's an Arms Race»                                      | 2007 | Alan Ferguson   |
| «The Carpal Tunnel of Love»                                                  | 2007 | Kenn Navarro    |
| «Thnks fr th Mmrs»                                                           | 2007 | Alan Ferguson   |
| «The Take Over, the Breaks Over»                                             | 2007 | Alan Ferguson   |
| «I'm Like a Lawyer with the Way I'm Always Trying to Get You Off (Me & You)» | 2007 | Alan Ferguson   |
| «Beat It» (featuring John Mayer)                                             | 2008 | Shane Drake     |
| «I Don't Care»                                                               | 2008 | Alan Ferguson   |
| «America's Suitehearts»                                                      | 2009 | Matthew Stawski |
| «What a Catch, Donnie»                                                       | 2009 | Alan Ferguson   |
| «Headfirst Slide into Cooperstown on a Bad Bet»                              | 2009 | Shane Valdés    |
| «Alpha Dog»                                                                  | 2009 | Harvey White    |
| «My Songs Know What You Did in the Dark (Light Em Up)»                       | 2013 | Donald/Zaeh     |
| «The Phoenix»                                                                | 2013 | Donald/Zaeh     |
| «Young Volcanoes»                                                            | 2013 | Donald/Zaeh     |
| «Alone Together»                                                             | 2013 | Donald/Zaeh     |
| «The Mighty Fall» (featuring Big Sean)                                       | 2013 | Donald/Zaeh     |
| «Love, Sex, Death»                                                           | 2013 | Brendan Walter  |
| «Just One Yesterday» (featuring Foxes)                                       | 2013 | Donald/Zaeh     |
| «Where Did the Party Go»                                                     | 2013 | Donald/Zaeh     |
| «Death Valley»                                                               | 2013 | Donald/Zaeh     |
| «Rat a Tat» (featuring Courtney Love)                                        | 2014 | Donald/Zaeh     |
| «Miss Missing You»                                                           | 2014 | Donald/Zaeh     |
| «Save Rock and Roll» (featuring Elton John)                                  | 2014 | Donald/Zaeh     |
| «Immortals»                                                                  | 2014 |                 |
| «Centuries»                                                                  | 2014 | Syndrome        |
| «American Beauty/American Psycho»                                            | 2014 | Syndrome        |

## Цікаві факти
- 31 жовтня 2008 року Fall Out Boy встановили світовий рекорд з кількості інтерв'ю за добу — 72 інтерв'ю за день (всі в студії «Premiere» в Лос-Анджелесі), завдяки чому потрапили до Книги рекордів Гіннеса[28].
- Fall Out Boy взяли безпосередню участь у фільмі «Sex Drive».
- Пісні гурту використовувались як саундтреки до серії ігор FlatOut.
- Учасники гурту знялись для американського молодіжного телесеріалу «Школа виживання».
- Fall Out Boy також знімались у одному з епізодів мультсеріалу «Happy Tree Friends».
- В одній із серій серіалу «Supernatural» звучала пісня гурту «Sugar, We're Goin Down».
- 4 лютого 2013 гурт виклав на Youtube новий кліп «My Songs Know What You Did In The Dark (Light Em Up)», тим самим заявивши про повернення після творчої перерви.
- Пісня «My Songs Know What You Did In The Dark» стала саундтреком до фільму Персі Джексон і Море чудовиськ, а також саундтреком до 20 серії 4 сезону серіалу «Щоденники вампіра» і до промо-відео пілотної серії серіалу «Первородний»
- Пісня «Immortals» є саундтреком до мультфільму Супер шістка.